# رودني بوفورد
رودني بوفورد (بالإنجليزية: Rodney Buford)‏ مواليد 2 نوفمبر 1977 في ميلواكي، هو لاعب كرة سلة أمريكي معتزل بدأ مسيرته الاحترافية في سنة 1999. تم اختياره من قبل فريق ميامي هيت خلال الدرافت. يبلغ طوله 6 قدم 5 بوصة (2.0 م).

## المسيرة الاحترافية
لعب مع ميامي هيت في موسم 1999–2000، ثم لعب مع فيلادلفيا سفنتي سيكسرز في موسم 2000–2001، ثم لعب مع ميمفيس غريزليس في موسم 2001–2002، ثم لعب مع سكرامنتو كينغز في سنة 2003، ثم لعب مع فيرتوس روما في الدوري الإيطالي في موسم 2003–2004، ثم لعب مع سكرامنتو كينغز في سنة 2004، ثم لعب مع بروكلين نتس في موسم 2004–2005.

## روابط خارجية
- رودني بوفورد على موقع الدوري الأوروبي لكرة السلة (الإنجليزية)
- رودني بوفورد على موقع إن بي أي (الإنجليزية)
- رودني بوفورد على موقع سبورتس رفرنس (الإنجليزية)
- رودني بوفورد على موقع كرة السلة الأوروبية.كوم (الإنجليزية)
- رودني بوفورد على موقع كلية كرة السلة في سبورتس رفرنس.كوم (الإنجليزية)
- رودني بوفورد على موقع ريلجم (الإنجليزية)
- رودني بوفورد على موقع بروبوليرز (الإنجليزية)
- رودني بوفورد على موقع سبورتس رفرنس (الإنجليزية)